# Sten Källman
Sten Källman, född 29 januari 1952 i Katrineholm, är en svensk musiker (saxofonist, slagverkare och sångare), kompositör och arrangör.
Källman var på 1970-talet medlem i gruppen Text & Musik. Han är numera främst inriktad på folkmusik från olika länder, bland annat Haiti, där han själv har bott. Han spelar bland annat i grupperna Den fule, Simbi, Goda Grannar och Bäsk samt undervisar på Högskolan för scen och musik vid Göteborgs universitet.

## Diskografi i urval
- Text & Musik: Jaguaren (LP, Nacksving 1976)
- Text & Musik: Stäng inte dörren (LP, Nacksving, 1977)
- Jan Hammarlund & Kjerstin Norén: Några här, några där (LP, Amalthea 1981)
- Neo minore: Grekisk musik (LP, Amalthea 1981)
- Filarfolket: Hönsafötter och gularötter (LP, Amalthea 1983)
- Christer Lundh: Skånska bitar (LP, Amalthea 1984)
- Filarfolket: Live (LP, Amalthea 1985)
- Simbi: Vodou beat (CD, Imogena 1992)
- Ale Möller – Sten Källman – Thomas Ringdahl: Vind (CD, Xource 1994)
- Christer Lundh: Di bästa bidana (CD, Amalthea 1994)
- Den fule: Skalv (CD, Xource 1994)
- Simbi: Kreol (CD, Imogena 1994)
- Filarfolket: Hönsafötter: Rim & ramsor (CD, 1996)
- Bäsk (CD, MNW 1999)
- Bäsk: Släkt (CD, Music Network 2002)
- Simbi: Kalalou (CD, Music Network 2003)